# Dolorès Roqué
Dolorès Roqué, née le 29 janvier 1952 à El Pinós (Communauté valencienne, Espagne), est une femme politique française. 
Membre du Parti socialiste (PS), elle est conseillère municipale d'opposition à Béziers et en 2012, elle devient l'éphémère députée de la 6e circonscription de l'Hérault, siège qu'occupait le sortant UMP Élie Aboud.

## Biographie
Dolorès Roqué est professeure d’espagnol en lycée puis conseillère pédagogique en IUT. Elle est promue au sein de l'ordre des Palmes académiques en 2008. Syndicaliste de longue date au sein de l'UNSA, elle rejoint le Parti socialiste en 2001.
Lors des élections municipalités de 2001, elle est élue conseillère municipale de Béziers sur la liste conduite par Jean-Claude Gayssot (PCF). Elle est réélue conseillère municipale en 2008, sur la liste socialiste portée par Jean-Michel Duplaa. Elle siège à nouveau dans l'opposition. Elle conserve son mandat lors des élections de 2014, remportées par l'extrême-droite.
Dolorès Roqué porte les couleurs du Parti socialiste dans la 6e circonscription de l'Hérault à l'occasion des élections législatives de 2012. Profitant d'une triangulaire, elle est élue de justesse avec 39,82 % devant le député UMP sortant Élie Aboud (39,80 %) et le candidat du Front national Guillaume Vouzellaud (20,37 %). Son mandat de députée prend fin le 24 octobre 2012, à la suite de l'annulation de son élection par le Conseil constitutionnel, qui estime que 23 procurations irrégulières remettent en question sa victoire de 10 voix,. Candidate à sa propre succession lors d'une élection partielle, elle échoue à se faire réélire le 16 décembre face à l'ancien député Élie Aboud qui remporte facilement l'élection avec 62 % des suffrages.
Lors des élections régionales de 2015, elle est élue pour l'Hérault au futur conseil régional d'Occitanie.
Elle quitte le Parti socialiste en 2022 car elle ne veut être « ni Nupes, ni soumise ».[réf. nécessaire]

## Distinctions
- 2008 :  Chevalière de l'ordre des Palmes académiques